# Diazoacetamida
En Química, diazoacetamida es un compuesto que se origina en la descomposición del éter diazoacético por una disolución acuosa y concentrada de amoniaco cuando se evapora en el vacío en presencia del ácido sulfúrico, y al mismo tiempo se forma lo siguiente:
- Triazoacetamida
- Triaziminoacetamida:
  - Cuerpo de reacción ácida
  - Se conduce como un ácido bibásico
  - La sal amoniaco que sirve para su obtención es amarilla
  - Se presenta en forma de polvo cristal amarillo poco soluble en agua fría, ácido clorhídrico y acético diluidos.
  - Insoluble en alcohol, éter y bencina
  - Si la acción del calor es brusca, detona
  - Con el líquido de Fehling da color verde cuando se trabaja en frío (Hermann Christian von Fehling, químico de Alemania; autor de la obra Neues Handwörterbuch der Chemie:..., Braunschweig, F. Vieweg, 1871, 10 vols.)
  - Puesto en contacto con amoniaco se transforma de nuevo en diazoacetamida